# Israël op het Eurovisiesongfestival 1989
Het Kdam 1989 werd georganiseerd op 30 maart van dat jaar in de IBA studio's te Jeruzalem. De presentators van de show, waarin beslist zou worden wie Israël zouden mogen vertegenwoordigen op het Eurovisiesongfestival te Lausanne, waren Shira Gera en Moshe Beker. In 1988 was het Kdam festival nog overgeslagen omdat in dat jaar Yardena Arazi via een interne selectie werd aangewezen door de nationale omroep. Ook het volgende jaar, 1990, zou om die reden zonder Kdam voorbijgaan, via een interne selectie werd toen gekozen voor Rita Kleinstein.
De songfestivalregels waren in 1989 nog niet aangescherpt; er was nog geen leeftijdsgrens van 16 jaar en dat was op dit Kdam te merken, onder de deelnemers bevonden zich een jongen van 12 (Gili Netanel) en een meisje van 15 (Osnat Zeno). Meer ervaring had Avi Toledano die al aan Kdam 1981 had meegedaan en Kdam 1982 al had gewonnen. Ook de zus van songfestivalwinnaar Izhar Cohen, Vardina, deed mee en werd door haar eigen broer op het podium begeleid. Veel werd ook verwacht van de op dat moment zeer populaire meidengroep Mango en van de eerdere songfestivalwinnaars Milk and Honey.
Een opmerkelijk optreden kwam van de onbekende zangeres Rommy Halachmi, die een enorme tatoeage van een spin op haar schouder had en die duidelijk liet zien. Ze behaalde de laatste plaats.
Het optreden van de allerjongste Kdam-deelnemer ooit pakte goed uit en Gili kwam met zijn duet met de jonge vrouw Galit Borg op de eerste plaats en kreeg daarmee een ticket voor Zwitserland. Het optreden op het internationale podium ging een stuk minder goed, Gili begon de baard in de keel te krijgen, was erg zenuwachtig en zong daardoor vals en vergat zelfs een keer de tekst. Desondanks hadden de Europese jury's er 50 punten voor over, goed voor een twaalfde plaats.

## Uitslag
1. Gili & Galit - Derech Hamelech  68
2. Avi Toledano - Dayenoo 60
3. Ofira & Ravit Yosefi - Lismo'ach Velirkod 41
4. Anat Atzmon - Bahalom 34
5. Nissim Garame - Holef Lo Im Hazman 31
6. Mango - Yedidai  30
7. Avi Dor - Mabit Me'hatzad 27
8. Milk & Honey met Lea Lupatin - Ani Ma'amin  26
9. Vardina Cohen - Shvil Haza'hav  12
10. Osnat Zeno - Hagvool Hoo Hashamaim 12
11. Aliza Aviv & "Aviv Group" - Shalom Al Aretz 4
12. Rommy Halachmi - Eich Ze Kore 3

## In Lausanne
In Zwitserland trad Israël als tweede van 22 landen aan, na Italië en voor Ierland. Het land behaalde een 12de plaats, met 50 punten.
België  en  Nederland gaven respectievelijk 0 en 3 punten aan deze inzending.

### Gekregen punten

#### Finale
| 12 punten                                 | 10 punten | 8 punten                | 7 punten                              | 6 punten |
| ----------------------------------------- | --------- | ----------------------- | ------------------------------------- | -------- |
|                                           |           |                         | - Ierland - Joegoslavië - Zwitserland |          |
| 5 punten                                  | 4 punten  | 3 punten                | 2 punten                              | 1 punt   |
| - Denemarken - Finland - IJsland - Zweden |           | - Duitsland - Nederland | - Verenigd Koninkrijk                 | - Italië |

### Punten gegeven door Israël

#### Finale
Punten gegeven in de finale:
| 12 punten | Joegoslavië         |
| 10 punten | Finland             |
| 8 punten  | Oostenrijk          |
| 7 punten  | Verenigd Koninkrijk |
| 6 punten  | Zweden              |
| 5 punten  | Frankrijk           |
| 4 punten  | Zwitserland         |
| 3 punten  | Cyprus              |
| 2 punten  | Noorwegen           |
| 1 punt    | Denemarken          |

1973 · 1974 · 1975 · 1976 · 1977 · 1978 · 1979 · 1980 · 1981 · 1982 · 1983 · 1984 · 1985 · 1986 · 1987 · 1988 · 1989 · 1990 · 1991 · 1992 · 1993 · 1994 · 1995 · 1996-1997 · 1998 · 1999 · 2000 · 2001 · 2002 · 2003 · 2004 · 2005 · 2006 · 2007 · 2008 · 2009 · 2010 · 2011 · 2012 · 2013 · 2014 · 2015 · 2016 · 2017 · 2018 · 2019 · 2020 · 2021 · 2022 · 2023 · 2024 · 2025